# The Approaching Curve
"The Approaching Curve" é uma canção escrita por Rise Against e Tim McIlrath, lançada pela banda norte-americana Rise Against.
É o quinto single do quarto álbum de estúdio The Sufferer & The Witness.